# Paola Morán
Paola Morán Errejón (Guadalajara (Jalisco), 25 februari 1997) is een Mexicaanse sprintster gespecialiseerd in de 400 m. Ze won twee medailles op de Zomeruniversiade 2019 en nam eenmaal deel aan de Olympische Spelen. Zij studeerde aan het Instituut voor Technologie en Hogere Studies van Monterrey in Guadalajara.

## Carrière
Paola Morán nam in 2014 deel aan de Midden-Amerikaanse en Caraïbische Jeugdkampioenschappen Atletiek in Morelia. Ze werd daar zesde op de 100 meter horden, en won op de 400 meter horden de gouden medaille. In 2019 werd ze eerste op de 400 meter in Napels op de Zomeruniversiade en tweede op dezelfde afstand op de Pan-Amerikaanse Spelen in Lima.

## Titels
- Universitair kampioene 400 m – 2019
- Mexicaans kampioene 400 m – 2016, 2017, 2019, 2021, 2022, 2023, 2024
- Mexicaans kampioene 400 m horden – 2019
- Mexicaans kampioene 4 × 100 m – 2016
- Mexicaans kampioene 4 × 400 m – 2016
- Mexicaans kampioene 4 × 400 m gemengd – 2022

## Persoonlijke records
Outdoor
| Onderdeel    | Prestatie         | Datum         | Plaats    |
| ------------ | ----------------- | ------------- | --------- |
| 200 m        | 23,21 s (0,0 m/s) | 29 april 2023 | Léon      |
| 400 m        | 50,58 s           | 29 juni 2024  | Mexico    |
| 400 m horden | 56,55 s           | 2 juni 2019   | Chihuahua |

Indoor
| Onderdeel | Prestatie | Datum            | Plaats       |
| --------- | --------- | ---------------- | ------------ |
| 300 m     | 37,63 s   | 12 februari 2022 | Louisville   |
| 400 m     | 52,78 s   | 21 februari 2021 | Fayetteville |